# 瀬間友里加
瀬間 友里加ファティハ（せま ゆりか-、1986年12月25日 - ）は、東京都練馬区出身のテニス解説者・元女子プロテニス選手。Club MASA所属。身長168cm、体重58kg。左利き。バックハンド・ストロークは両手打ち。WTAランキング自己最高位はシングルス142位、ダブルス150位。父親がフランス人で母親が日本人のハーフ。2歳年下の妹瀬間詠里花もプロテニス選手として活動している。

## 人物・経歴
7歳でテニスを始め、ジュニア時代には2000年に全日本ジュニアテニス選手権14歳以下シングルスベスト4、2001年には全国中学生テニス選手権大会シングルス優勝（この大会では妹の詠里花と組んだダブルスでも準優勝を遂げた）。中学卒業後は米国IMGアカデミーへの1年間留学を経て、東京立正高在学中の2004年には引き続き国内大会の全日本ジュニア18歳以下部門で単複ベスト4 の好成績を収める一方、国際大会においても2004年全豪オープンジュニアシングルス部門にて予選を勝ち上がり、アナ・イバノビッチ（セルビア）との3回戦まで進出。2004年全仏オープンではジュニアダブルス部門に出場、アラ・クドリャフツェワ（ロシア）と組みベスト8進出などの成績を残した。また前年の2003年よりアマチュアの高校生ながらシニアのITFサーキット大会にも出場するようになり、2004年9月にはITF1万ドル大会の広島国際オープンシングルスで準優勝、翌10月に開催されたITF1万ドル大会の昭和の森ヘッドオープンシングルスでは優勝を果たす等、早くから国内トップジュニアの一人として活躍していた。
卒業後の2005年にプロ転向。翌2006年の全日本テニス選手権シングルスではベスト4入りを果たす。2007年のパキスタン・バンガロール・オープンにて予選から勝ち上がりWTA大会本戦初出場。この大会ではマラ・サンタンジェロ（アルゼンチン）との準々決勝まで勝ち進んだ。
2008年の全日本テニス選手権シングルスでは第9シードで出場。第8シードの岡本聖子（島津製作所）、第3シードの米村知子（アジアパートナーシップファンド）らを下す活躍で自身初の決勝進出を果たしたが、同年4月に現役復帰し本大会に16年振りに出場した第7シードのクルム伊達公子（エステティックTBC）に 3-6, 3-6 のストレートで敗れた。2009年はサーキット大会で好成績を収め、同年8月には2年ぶりにシングルス最高位を更新、予選からの出場となった2009年全米オープンでは1回戦でアンネ・クレマー（ルクセンブルク）を 2-6, 7-5, 6-3 の逆転で、同国対決となった2回戦ではクルム伊達公子（エステティックTBC）を 7-6(5), 3-6, 6-4 で、予選決勝ではアンナ・タチシュビリ（グルジア）を 4-6, 6-4, 6-2 の逆転でそれぞれ下し、2007年全仏オープンの予選から挑戦してきたグランドスラム大会において自身初の本戦出場を果たし、1回戦でアンナ・チャクベタゼ（ロシア）と対戦。6-4, 1-6, 2-6 の逆転で敗れ、グランドスラム大会本戦勝利はならなかった。これが唯一の4大大会出場となった。
2010年は2月にマレーシアクアラルンプールで行われたフェドカップアジア/オセアニアゾーンGroup Iラウンドロビンでフェドカップ日本代表に初選出。藤原里華とのペアで対韓国、対ニュージーランド、対インドネシア戦の計3戦に起用されるといずれもストレート勝ちを収め、4月に行われるワールドグループII プレーオフ、対スロベニア代表戦への進出に貢献した。
瀬間友里加は2015年の全日本テニス選手権を最後に現役を引退した。

2016年より、テニス解説者として活動を開始。またスポーツアパレルメーカー「ellesse」のブランドアンバサダー＆PRも務めている。
またテニスイベントやクリニックへの参加など、テニスの楽しみを伝えるべく幅広い活動を行っている。